# バンホール

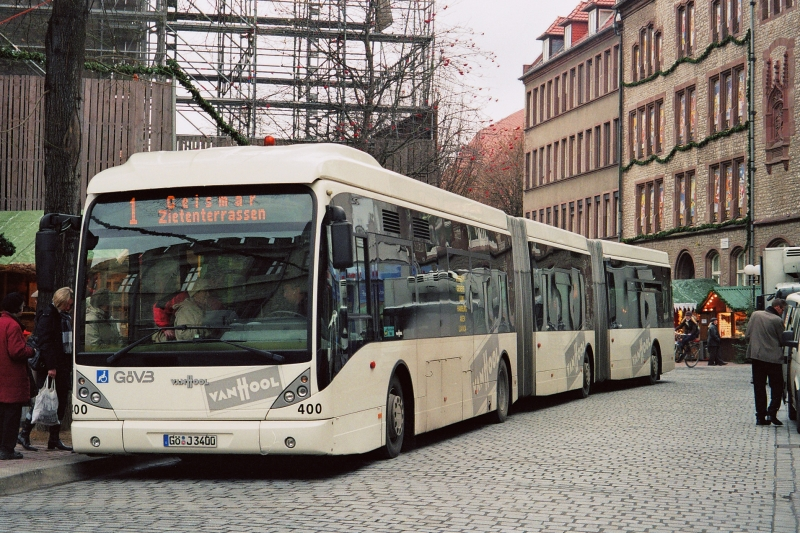
バンホールのノンステップ3車体連節バス AGG300

バンホール（Van Hool ）社はベルギーのバスメーカー（コーチビルダー）。英語読みで「ヴァンフール」と呼ばれることもある。

## 概説
1947年に、ベルギーのアントウェルペン州のリールの近くにある村で、ベルナルト・ヴァン・ホールによって創業された。欧米でも日本同様、エンジン+シャーシメーカーとコーチビルダーとの提携（ネオプラン、ドレクメーラーなど）が進む中、現在なお独立を保っているメーカーである。
アントウェルペンにある工場では、年間1300台のバスを生産しているほか、トレーラーの車体（バルクボディ）の生産も行っている。
2024年、ベルギーの商事裁判所から破産宣告を受けた。同社は4億ユーロの負債を抱えており、この状況は、数十年に渡って遡る同社の株式をめぐる一族の相続紛争によってさらに悪化した。バスの製造はVDL社、商用車の製造はCargobull社が引き継ぐ見込みとなっている。

## 車種

### 観光バス

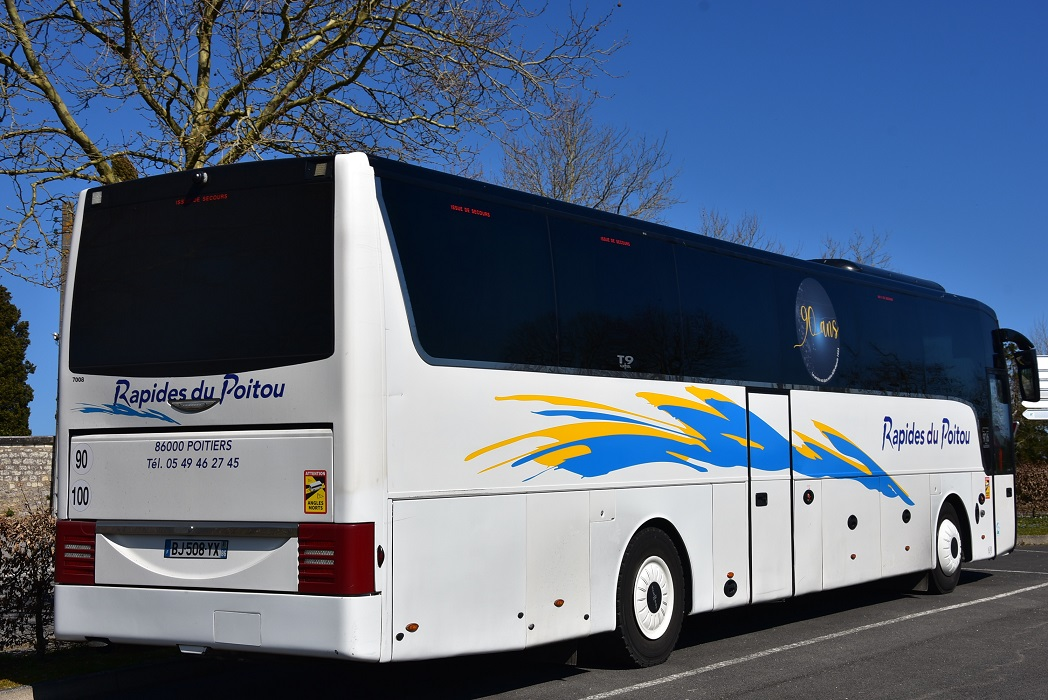
VH T916 Alicron (2010), フランス

- アクロン (Acron) TX16 / TX17 / TX18（ハイデッカー）
- アストロン (Astron) TX16 / TX17（スーパーハイデッカー）
- アストロネフ (Astronef) TX15 / TX16 /TX17（シアタータイプのスーパーハイデッカー）
- アルターノ (Altano) TX17 / TX18 / TX19 / TDX20 /TDX21（3軸タイプのスーパーハイデッカー）
- アストロメガ (Astromega) TDX25 / TDX27（ダブルデッカー）
- EX - EX11 / EX15 / EX16 / EX17（長距離バス向け）

### 路線バス
ノンステップバス
- バンホール・A300（フランス語版）（ノンステップバス）
ホイールベースの左側にエンジンをオフセット搭載することで、客室最前部から最後尾までフルフラットとなったノンステップバス。地上からの床面高さは330mm。
- A300CNG（CNGノンステップバス）
A300をベースに、屋根上に天然ガスのボンベを搭載したCNGバス。
- A300T（ノンステップトロリーバス）
A300のトロリーバス仕様である。アルストム社製の電装機器と小型ディーゼルエンジンを搭載しており、短距離ならばエンジンでの走行が可能である。

ワンステップバス
- バンホール・A500（フランス語版）（ワンステップバス）
A300同様の構造であるが、こちらはワンステップバス。地上からの床面高さは500mm。
- バンホール・A507（フランス語版）（ワンステップバス）
A300同様の構造であるが、車体長さが短く、定員は21名（着席15、立席6）。地上からの床面高さは500mm。
- バンホール・AU138J（フランス語版）（中型ワンステップバス）

連節バス

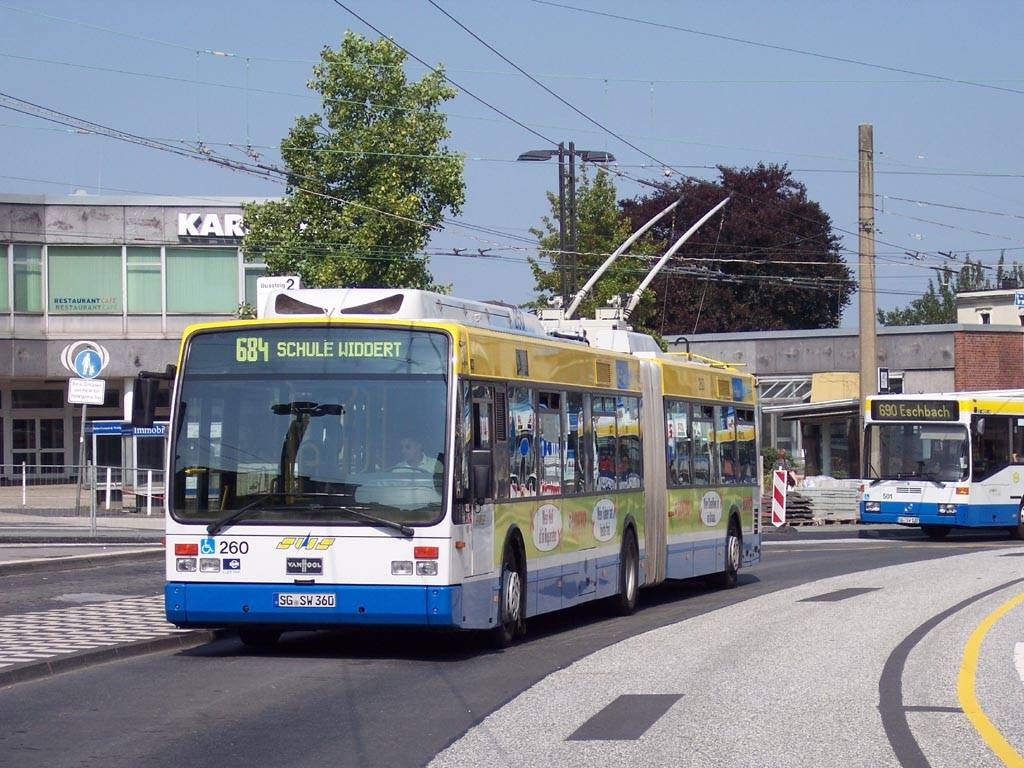
連節ノンステップトロリーバス AG300T

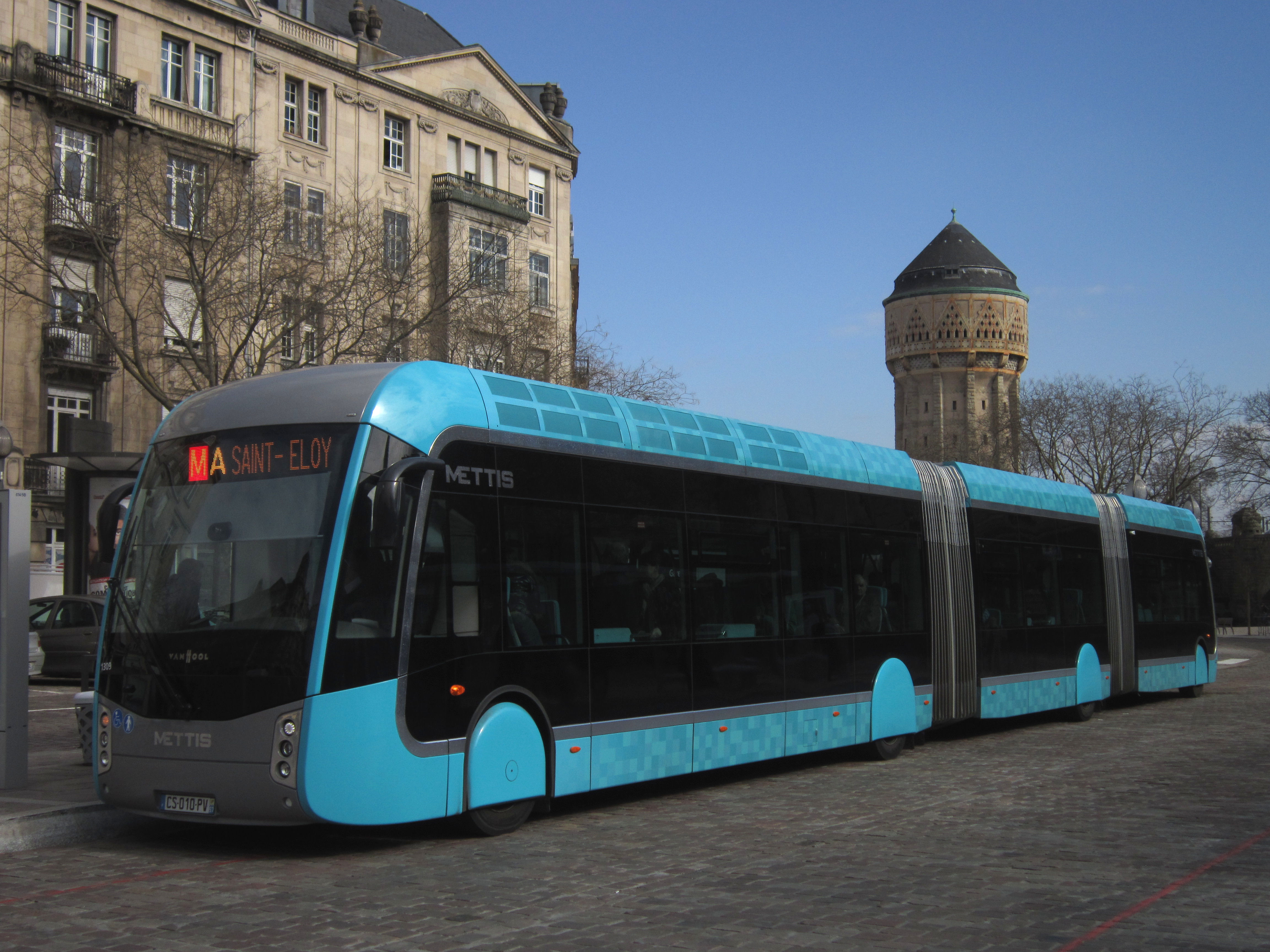
ExquiCity

- AG300T（連節ノンステップトロリーバス）
AG300のトロリーバス仕様。
- AG300T"デュオバス"（連節ノンステップデュアルモードバス）
AG300Tをベースにした車両で、オランダのアーネム近郊の公共交通事業を担当するGVM社との共同開発により1993年に登場。最大の特徴は、ディーゼルバスとトロリーバスの機構を併せ持つことで、屋根上にはトロリーポールと電気系統の機器を搭載している。郊外では連節ディーゼルバスとして、都市部では連節トロリーバスとして走行が可能である。
- バンホール・AG300（フランス語版）（連節ノンステップバス）
1992年にハノーファーで開催されたIAA自動車ショーで発表された、A300をベースにした連節ノンステップバス。最小回転半径は11mと、単車体のA300並みとなっている。
- バンホール・AGG300（英語版）（3車体連節ノンステップバス）
1993年にベルギーのコルトライクで開催されたバスショーで発表された車両で、AG300をさらに延長した3車体連節構造とした。3車体合計の全長は24.6mに及ぶ。
- バンホール・ExquiCity（フランス語版）

## 日本におけるバンホール
日本には1982年から輸入された。三井物産・華陽自動車興業（名鉄グループ）が輸入元となっており、内装を行わないまま輸入し、華陽自動車興業または名鉄自動車整備が内装を担当したため、サロン仕様などきめ細かいニーズに対応できた。

### アストロメガ

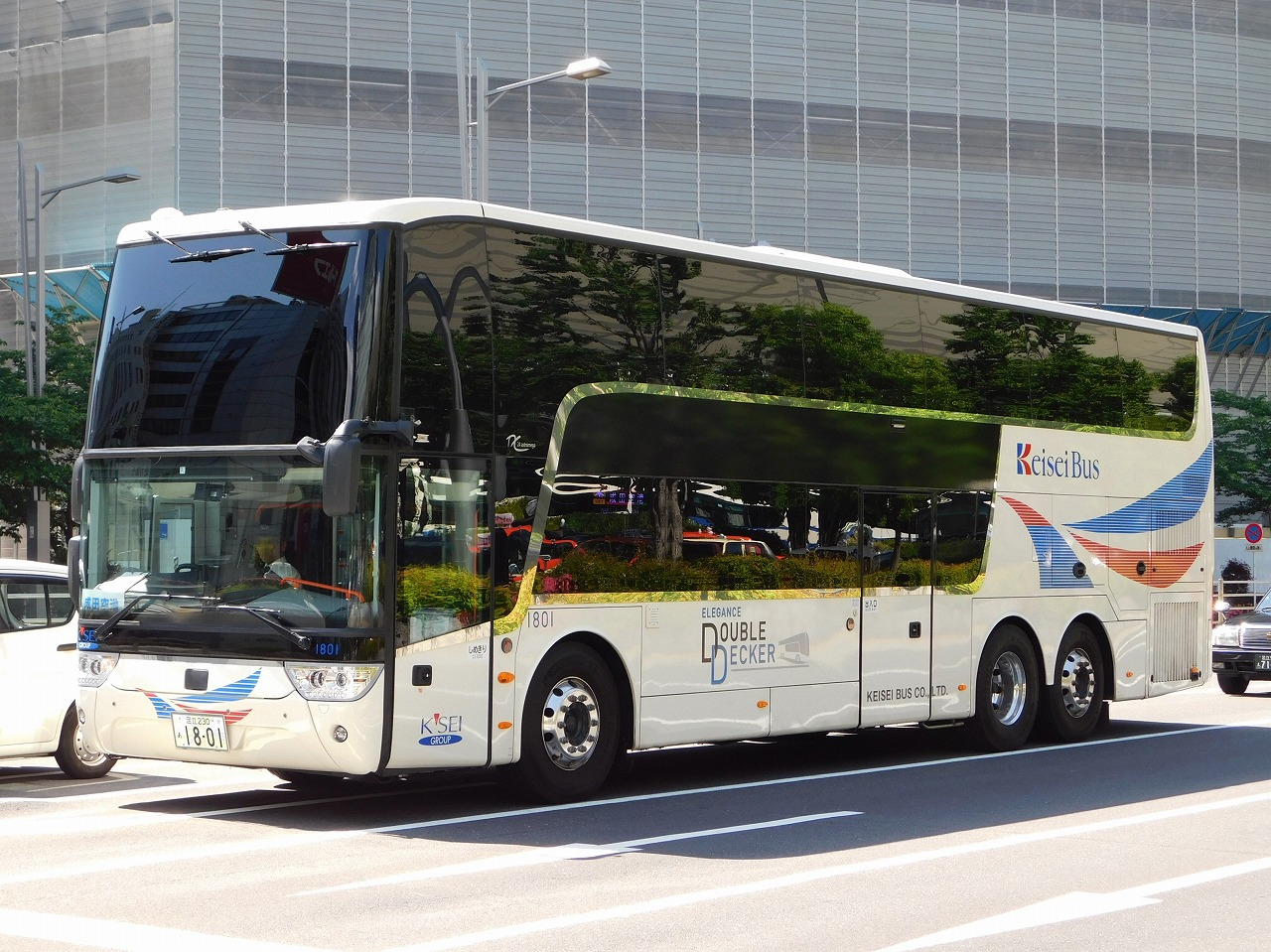
アストロメガ TDX24 京成バス

1982年、ネオプラン・スカイライナーに続き日本では2番目の登場のダブルデッカー。1980年代後半まで輸入されたが一時導入が途絶える。
しかし、日本製の2階建てバスであった三菱ふそう・エアロキングが2010年に製造を終了して以降、はとバスが後継車種としてバンホール、スカニアとの3社による共同プロジェクトにより、約5年の年月を費やして日本向けモデルTDX24を開発、2016年に輸入が開始された。以後、各事業者がエアロキングの後継機種として導入を進めている。

### アクロン
1983年に登場した日本では初の2軸スーパーハイデッカー。それまでのスーパーハイデッカーはすべて3軸車であった。エンジンはアストロメガと同じく、メルセデス・ベンツ製。
初導入はアストロメガと同じく岐阜バスで、2階だけバス(UFC)「レッドクラウンジュエル」として5台在籍。その他ユーザーは名古屋観光自動車（現・名鉄観光バス）など名鉄グループで、国内には14台輸入された。

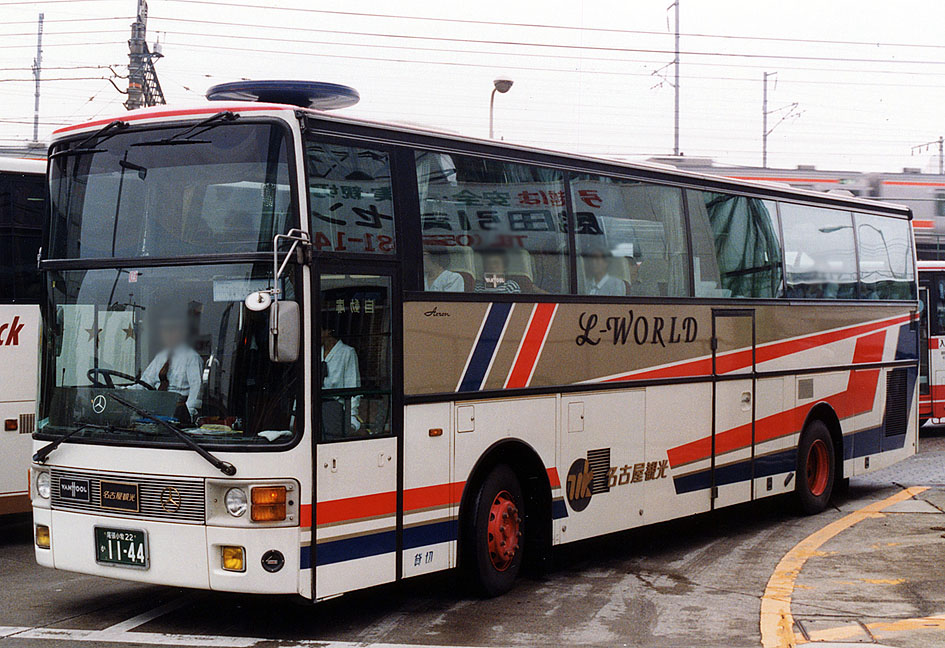
アクロン 名古屋観光 L-WORLD
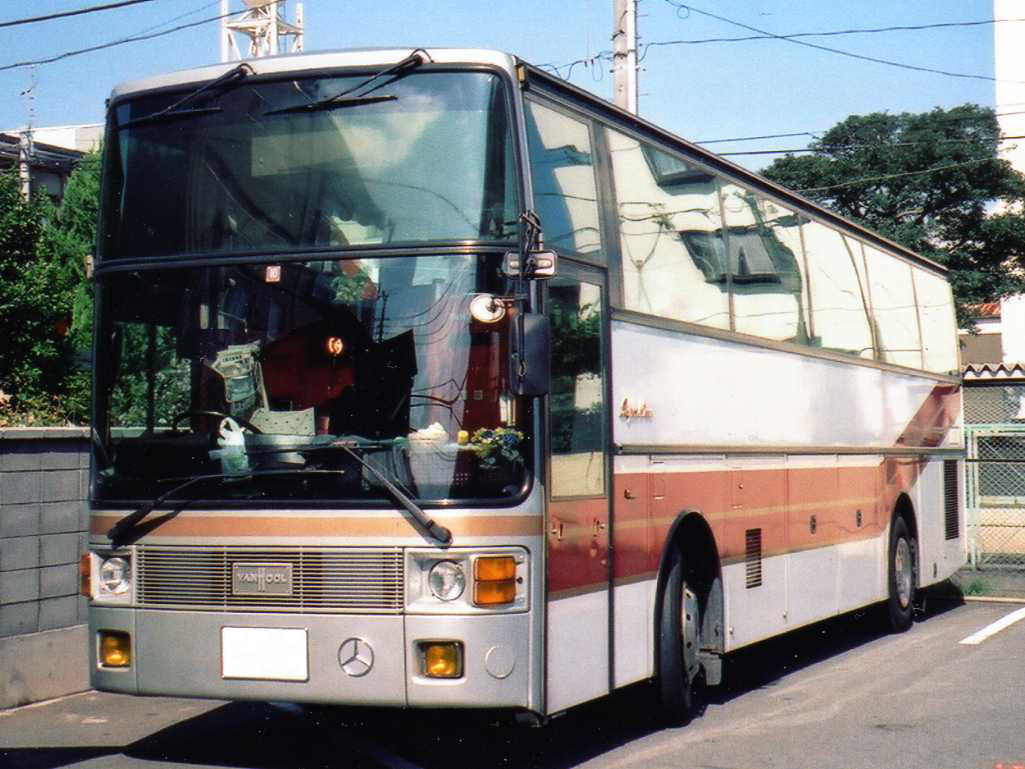
アクロン
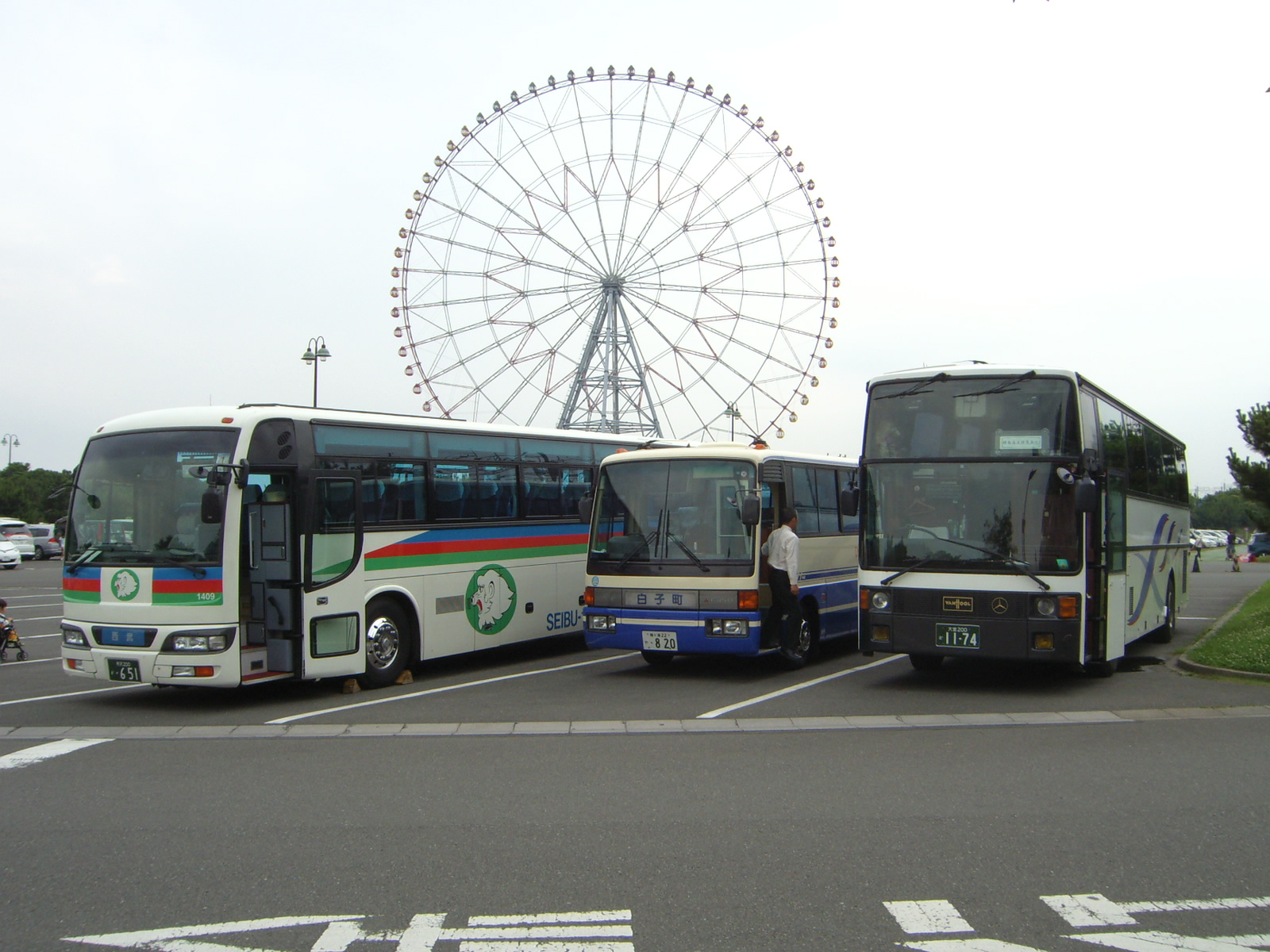
アクロン エスケー交通（右）

### アストロン
1984年に輸入された後部2階建てのセミダブルデッカー。1987年から製造されたボルボ・アステローペ（車体は富士重工業）と構造的には類似しているが、アンダーフロアコクピット構造で前部も2階建て構造となる。センターアンダーフロアシャーシを用い、エンジンはアストロメガ、アクロンと異なりMAN製が標準設定である。
わずか3台の輸入で、ユーザーは名古屋観光自動車など。

### AU138J

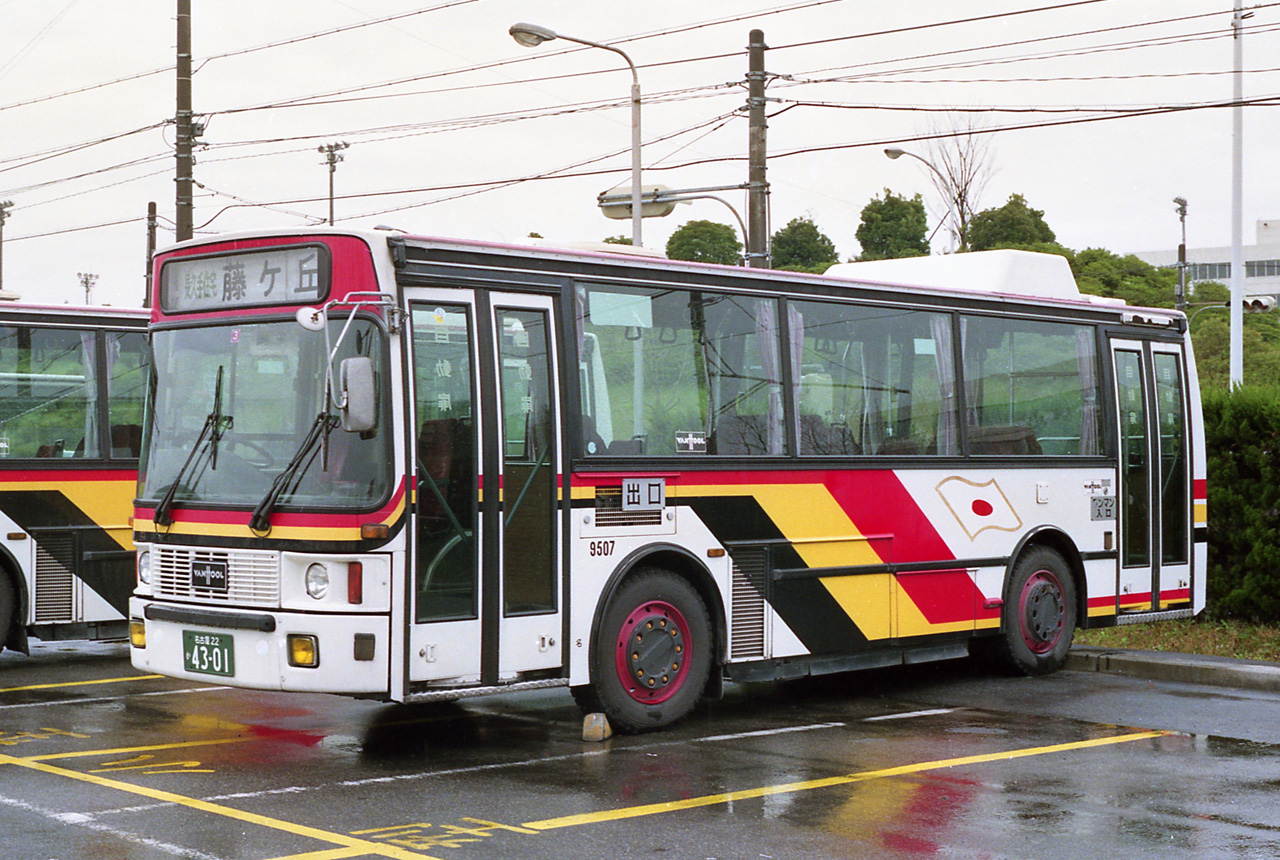
名鉄バスのバンホールAU138J（長久手車庫にて）

1985年に名古屋市国際展示場で開催された名古屋インポートフェアを控え輸入された、当時は日本では珍しかった路線バスの輸入車両。当時、名古屋商工会議所会頭を務めていた名鉄の竹田弘太郎が提唱して開催にこぎつけたため、名鉄としてもフェアに協力する意味もあっての導入となった。
車体塗装はベルギー国旗のカラーを大きくペイントするなど、輸入車である事を印象づけるものであった。グライドスライドドアの前後扉仕様で、直列6気筒5,680 ccエンジンをホイールベース間のドア側座席下に搭載しており（オフセットミッドシップレイアウト）、中型路線バスでワンステップを実現している。通路幅を広げる目的で、後輪もシングルタイヤを採用した。
導入は名古屋鉄道（現：名鉄バス）のみ。インポートフェアのシャトルバスに投入された後に各営業所に分散配置されたが、10年経たないうちに全廃された。